# Burg Alt-Otterswang
Die Burg Alt-Otterswang ist eine abgegangene Burg 1600 Meter östlich des Ortsteils Otterswang der Kurstadt Bad Schussenried im Landkreis Biberach in Baden-Württemberg. Von der ehemaligen Burganlage ist nichts erhalten.